# Gratien-Théodore Tarbé
Gratien-Théodore Tarbé est un imprimeur, libraire et écrivain français, né le 25 juin 1770 à Sens et mort le 14 février 1848 à l'âge de 77 ans. Érudit local, il est issu d'une famille de notables sénonais d'origine basque, les Tarbé. De nombreux membres de sa fratrie furent célèbres : son frère, Louis-Hardouin Tarbé, fut ministre de Louis XVI sous la Révolution française; un autre frère, Charles Tarbé, fut député à l'Assemblée nationale législative et au Conseil des Cinq-Cents.

## Famille
Il est l'un des fils de Pierre-Hardouin Tarbé et de Colombe-Catherine Pigalle. Il se marie le 27 février 1797 avec Cécile Victoire Michel (1770-1843) au Havre. Ils eurent 3 enfants :
- Victorine Hélène
- Caroline Colombe
- Charles Théodore[2]

## Biographie
Théodore Tarbé est imprimeur-libraire, imprimeur des usages du diocèse (1790) ainsi qu'imprimeur du Roi à Sens. Il travaille en association avec sa mère, veuve de Pierre-Hardouin Tarbé, de 1789 au moins jusqu'en 1796-1797. Il était également imprimeur et rédacteur du "Journal politique et littéraire du département de l'Yonne" depuis 1795, mais il est interdit d'exercer par la municipalité de septembre 1797 à juillet 1798. 
Il achète en 1812 le titre et le matériel de Thomas-René Alexandre, son concurrent depuis 1794. Charles-Théodore Tarbé a peut-être succédé à son père à la tête de l'imprimerie en novembre 1828, pour qu'elle soit reprise par ce dernier à la mort de Charles-Théodore en 1830. Le sieur Etournel lui succèdera par la suite.
Erudit local, archéologue et propriétaire d'une vaste bibliothèque, Gratien-Théodore Tarbé fut également auteur d'ouvrages historiques sur la ville de Sens, dont Recherches historiques et anecdotiques sur la ville de Sens, écrit en 1838.
Il a également été juge au tribunal de commerce et adjoint au maire de Sens sous la Restauration.